# Tyro (Kansas)
Tyro es una ciudad ubicada en el condado de Montgomery, Kansas, Estados Unidos. Según el censo de 2020, tiene una población de 177 habitantes.

## Geografía
La ciudad está ubicada en las coordenadas 37°2′19″N 95°49′27″O / 37.03861, -95.82417 (37.038569, -95.824277).

## Demografía
Según la Oficina del Censo en 2000 los ingresos medios por hogar en la localidad eran de $27,750 y los ingresos medios por familia eran $30,250. Los hombres tenían unos ingresos medios de $22,250 frente a los $15,556 para las mujeres. La renta per cápita para la localidad era de $9,608. Alrededor del 17.4% de la población estaban por debajo del umbral de pobreza.